# Liste der Kulturdenkmale in Seidewitz (Grimma)
In der Liste der Kulturdenkmale in Seidewitz sind die Kulturdenkmale des Grimmaer Ortsteils Seidewitz verzeichnet, die bis August 2024 vom Landesamt für Denkmalpflege Sachsen erfasst wurden (ohne archäologische Kulturdenkmale). Die Anmerkungen sind zu beachten.
Diese Aufzählung ist eine Teilmenge der Liste der Kulturdenkmale in Grimma.

## Seidewitz
| Bild                                    | Bezeichnung                                                                  | Lage                           | Datierung                                                                   | Beschreibung | ID       |
| --------------------------------------- | ---------------------------------------------------------------------------- | ------------------------------ | --------------------------------------------------------------------------- | --- | -------- |
| Direkt Bild zu diesem Denkmal hochladen | Wohnstallhaus, Scheune, zwei Seitengebäude und Göpelbahn eines Vierseithofes | Schulweg 1 (Karte)             | Bezeichnet mit 1846, spätere Umbauten                                       | Geschlossen erhaltene Hofanlage, Zeugnis der bäuerlichen Bau- und Lebensweise im 19. Jahrhundert, überwiegend in Fachwerkbauweise, ein Seitengebäude massiv, bau- und heimatgeschichtlich von Bedeutung. - Wohnstallhaus, bezeichnet mit 1846 (Feierabendziegel): zweigeschossig, Erdgeschoss massiv, Obergeschoss Fachwerk, Krüppelwalmdach mit Schieferdeckung, Holztraufe, Türgewände in Sandstein, Giebel verschiefert - Seitengebäude: zweigeschossig, Erdgeschoss massiv, Obergeschoss in Fachwerk, Krüppelwalmdach, Türgewände in Porphyrtuff, ältere Fenster - Scheune: eingeschossiger Fachwerkbau, Krüppelwalmdach in Schieferdeckung, Seitengebäude: zweigeschossiger, verputzter Massivbau, Fenstergewände im Erdgeschoss vermutlich in Porphyrtuff - Göpelbahn im Hof | 08974828 |
| Direkt Bild zu diesem Denkmal hochladen | Wohnstallhaus und Seitengebäude eines ehemaligen Dreiseithofes               | Thümmlitzwaldstraße 15 (Karte) | Ende 18. Jahrhundert (Wohnstallhaus); Mitte 19. Jahrhundert (Seitengebäude) | Wohnstallhaus Obergeschoss Fachwerk, massives Seitengebäude mit landschaftstypischer Putzgliederung, Zeugnis bäuerlicher Bau- und Lebensweise früherer Zeiten, baugeschichtlich von Bedeutung. - Bauernhaus: zweigeschossig, verputzt, Erdgeschoss massiv, Obergeschoss Fachwerk, Giebel im oberen Teil verbrettert, originele Fenstergrößen, Satteldach, Kronendeckung, nach hinten abgeschleppt - Seitengebäude: zweigeschossig, massiv, verputzt, originale Putzgliederung (um 1900) mit Gesimsbändern und Ecklisenen, zum Teil Sandsteingewände, Satteldach, Biberschwanzdeckung | 08974826 |
| Direkt Bild zu diesem Denkmal hochladen | Wohnstallhaus und südliches Seitengebäude eines Vierseithofes                | Thümmlitzwaldstraße 20 (Karte) | Bezeichnet mit 1845                                                         | Stattliche Hofanlage, beide Gebäude mit Fachwerk-Obergeschoss, Zeugnis der bäuerlichen Wohn- und Lebensweise des 19. Jahrhunderts, baugeschichtlich von Bedeutung. - Wohnstallhaus: zweigeschossig, verputzt, Erdgeschoss massiv, Obergeschoss Fachwerk, zwei Eingänge mit Porphyrtuffgewände und flachem Dreiecksgiebel, im Kuhstall Gewölbe und Porphyrtuffsäulen, Krüppelwalmdach, Biberschwanzdeckung - Pferdestall: zweigeschossig, Erdgeschoss massiv, Obergeschoss Fachwerk, Porphyrtuffgewände, Krüppelwalmdach, alte Fenster, Ladeluke mit Pultdach, überdachte Kumthalle | 08974824 |

## Tabellenlegende
- Bild: Bild des Kulturdenkmals, ggf. zusätzlich mit einem Link zu weiteren Fotos des Kulturdenkmals im Medienarchiv Wikimedia Commons. Wenn man auf das Kamerasymbol klickt, können Fotos zu Kulturdenkmalen aus dieser Liste hochgeladen werden:
- Bezeichnung: Denkmalgeschützte Objekte und ggf. Bauwerksname des Kulturdenkmals
- Lage: Straßenname und Hausnummer oder Flurstücknummer des Kulturdenkmals. Die Grundsortierung der Liste erfolgt nach dieser Adresse. Der Link (Karte) führt zu verschiedenen Kartendiensten mit der Position des Kulturdenkmals. Fehlt dieser Link, wurden die Koordinaten noch nicht eingetragen. Sind diese bekannt, können sie über ein Tool mit einer Kartenansicht einfach nachgetragen werden. In dieser Kartenansicht sind Kulturdenkmale ohne Koordinaten mit einem roten bzw. orangen Marker dargestellt und können durch Verschieben auf die richtige Position in der Karte mit Koordinaten versehen werden. Kulturdenkmale ohne Bild sind an einem blauen bzw. roten Marker erkennbar.
- Datierung: Baubeginn, Fertigstellung, Datum der Erstnennung oder grobe zeitliche Einordnung entsprechend des Eintrags in der sächsischen Denkmaldatenbank
- Beschreibung: Kurzcharakteristik des Kulturdenkmals entsprechend des Eintrags in der sächsischen Denkmaldatenbank, ggf. ergänzt durch die dort nur selten veröffentlichten Erfassungstexte oder zusätzliche Informationen
- ID: Vom Landesamt für Denkmalpflege Sachsen vergebene, das Kulturdenkmal eindeutig identifizierende Objekt-Nummer. Der Link führt zum PDF-Denkmaldokument des Landesamtes für Denkmalpflege Sachsen. Bei ehemaligen Kulturdenkmalen können die Objektnummern unbekannt sein und deshalb fehlen bzw. die Links von aus der Datenbank entfernten Objektnummern ins Leere führen. Ein ggf. vorhandenes Icon  führt zu den Angaben des Kulturdenkmals bei Wikidata.